# Оксид рения(V)
Оксид рения(V) — неорганическое соединение, окисел металла рения с формулой Re2O5,
тёмно-синий порошок,
не растворимый в воде.

## Получение
- Восстановление перренатов сульфатом железа(II) в серной кислоте:

{\displaystyle {\mathsf {2KReO_{4}+4FeSO_{4}+3H_{2}SO_{4}\ {\xrightarrow {}}\ Re_{2}O_{5}+2Fe_{2}(SO_{4})_{3}+K_{2}SO_{4}+3H_{2}O}}}
- Электролитическое восстановление растворов перренатов в серной кислоте.

## Физические свойства
Оксид рения(V) образует тёмно-синий порошок, не растворяется в воде.

## Химические свойства
- Разлагается при нагревании:

{\displaystyle {\mathsf {2Re_{2}O_{5}\ {\xrightarrow {250^{o}C}}\ 4ReO_{2}+O_{2}}}}